# Wambez
 Wambez  es una comuna y población de Francia, en la región de Picardía, departamento de Oise, en el distrito de Beauvais y cantón de Songeons.
Su población en el censo de 1999 era de 123 habitantes.
Está integrada en la Communauté de communes de la Picardie Verte .

## Demografía
| 100 | 80 | 115 | 148 | 118 | 123 |
| Para los censos de 1962 a 1999 la población legal corresponde a la población sin duplicidades (Fuente: INSEE [Consultar]) |    |     |     |     |     |